# Эркко, Аатос
Аа́тос Ю́хо Ми́кель Э́ркко (фин. Aatos Juho Michel Erkko; 16 сентября 1932, Хельсинки — 5 мая 2012, Хельсинки, Финляндия) — финский медиамагнат, журналист, основной владелец корпорации Sanoma и газеты Helsingin Sanomat, меценат, один из влиятельнейших людей Финляндии.

## Биография
Родился 16 сентября 1932 года в Хельсинки.
Получил степень магистра наук в области журналистики Колумбийского колледжа Колумбийского университета.
Эркко являлся одним из богатейших людей в Финляндии. Прямо или косвенно он контролировал 23,29 % акций корпорации Sanoma, которые оценивались в 453 млн евро по состоянию на 29 июля 2009.
Основатель фонда Jane ja Aatos Erkon säätiö, который занимается поддержкой учёных, а также деятелей культуры и искусства.
Он скончался от тяжёлой болезни 5 мая 2012 года.

## Семья

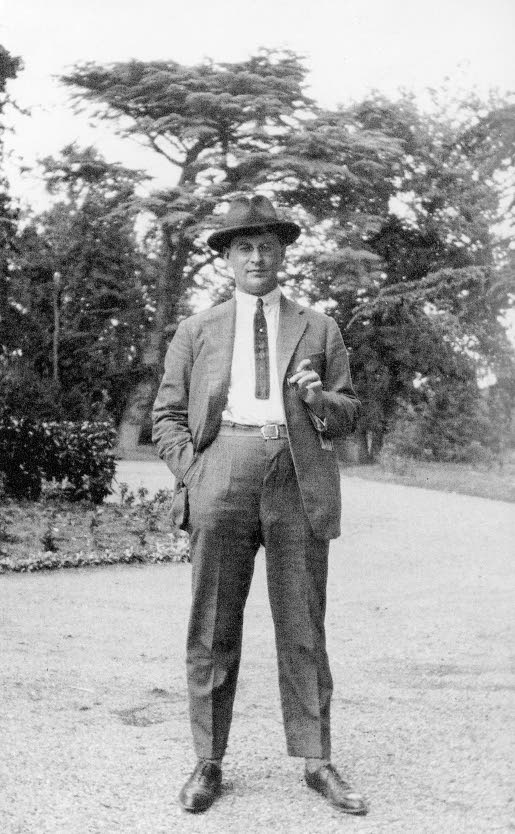
Эльяс Эркко

- Дед: Ээро Эркко, был политиком и журналистом, но больше известен как основатель Helsingin Sanomat.
- Отец: Эльяс Эркко — политик и журналист.
- Мать: Евгения Виолет Сатклифф, родилась в Великобритании[5].
- Жена: Джейн Эркко.